# Cissus repens
Cissus repens – gatunek rośliny z rodziny winoroślowatych (Vitaceae). Występuje w nadmorskich lasach nizinnych i górskich (aż do wysokości 1800 m n.p.m.) Azji i Australii od Indii na zachodzie, poprzez kraje Azji Południowo-Wschodniej po południowe Chiny, Tajwan i Filipiny na wschodzie. Na południe sięga poprzez Malezję, Indonezję, Papuę-Nową Gwineę aż po północno-wschodnie wybrzeża Australii.

## Morfologia
PokrójPnąca się, smukła winorośl.
ŁodygaPędy giętkie, smukłe, o sinej barwie, zwykle nagie i tylko najstarsze części drewnieją. Pędy osiągają maksymalnie 3 cm średnicy.
LiścieOwalno-sercowate liście rosną na ogonkach długich na 3–11 cm. Blaszki liściowe o długości 7–17 cm i szerokości 7-13 cm. Są wyraźnie ząbkowane, zakończone spiczasto. Brązowe przylistki są eliptyczne, długie na 5–6 mm, nietrwałe.
KwiatyKwiatostany w kształcie niewielkiej baldachy wyrastają na międzywęźlach naprzeciw liści. Kwiaty drobne, o średnicy 4–5 mm. Kielich w kształcie niewielkiej czaszy, pozbawiony działek. Płatki zakrzywione, odgięte na zewnątrz o długości 2–3,5 mm. Pręciki długości 2–2,5 mm wystają poza kielich i zakończone są pylnikami mierząvymi ok. 1 mm.
OwoceKuliste lub kulisto-wklęsłe czarne jagody o długości 10–12 mm i szerokości 13–17 mm. Zawierają 1 lub 2 nasiona.